# Aeroportul George F. L. Charles
Aeroportul George F. L. Charles (IATA: SLU, ICAO: TLPC) este un aeroport din Castries, Castries Quarter⁠(d), Sfânta Lucia ce deservește zona Castries. A fost numit după George Charles⁠(d).
Situat la o altitudine de 7 m, aeroportul dispune de o singură pistă.